# Centro Azrieli
Centro Azrieli é um complexo de arranha-céus de Tel Aviv, Israel. Na base do complexo localiza-se um grande shopping. O centro foi originalmente concebido pelo arquiteto americano-israelense Eli Attiyah e depois que ele se desentendeu com o desenvolvedor do centro David Azrieli (após o qual recebeu o nome), a realização do projeto foi transferida para a empresa de Tel Aviv Moore Yaski Sivan Arquitetos, após ter discutido com os desenvolvedores do projecto. O centro leva o nome de Azrieli proprietário do complexo e da empresa Azrieli Group.

## Arquitectura
O Centro Azrieli está situado num terreno de 34.500 metros quadrados no centro de Tel Aviv. O custo de sua construção estima-se em 350 milhões de $.
As Torres Azrieli são três:
- A torre circular, a maior, que mede 195 metros e sua construção começou em 1996. A torre tem 49 andares, convertendo no edifício mais alto da cidade de Tel Aviv e Israel, actualmente é o segundo maior, após a Torre Moshe Aviv em Ramat Gan construída em 2001. Na planta 48 encontra-se o escritório pessoal do Sr. Azrieli e a planta superior tem uma plataforma de observação interior e um restaurante de luxo. Todas as plantas do do edifício tem um área circular de 1.520 m² e um diâmetro de 44 m.
- A torre triangular tem uma altura de 179 metros e sua construção terminou-se em 1999. Conta com 46 andares e seu principal ocupante é Bezeq, um operador nacional de telecomunicações de Israel, que ocupa 13 plantas.
- A torre quadrada é a mais recente, completou-se em junho de 2007, tem 42 plantas e mede-se 164 m de altura. Sua construção deteve-se em 1998 e abriu-se ao público a parte já construída devido aos desacordos sobre o planejamento mas as obras se retomaram em 2006.[2]

## Shopping
O Shopping Azrieli é um dos maiores em todo Israel. Conta com ao redor de 30 restaurantes, balcões de comida, cafetarias e postos de comida rápida. A planta superior do shopping é um lugar de reunião popular para os adolescentes, e muitos foros em linha organizam tertúlias no lugar durante os dias feriados nacionais.
Devido às ameaças, o terrorismo altas constantes, as torres Azrieli estão protegidos para impedir acções terroristas, de igual modo que muitos edifícios em Israel.

## Acesso
Ao complexo pode-se aceder directamente desde a estrada Ayalon, que cruza a cidade de norte a sul, também em comboio desde a estação Tel Aviv HaShalom e desde o terminal de autocarros de Tel Aviv desde o ano 2000.